# Радиометрия
Радиометрия — совокупность методов измерений активности источников ионизирующего излучения. Базируется на различных физических эффектах, возникающих при воздействии излучения на вещество — люминесценция, ионизация, образование видимых следов и т. д.
Одним из основоположников радиометрии является Ханс Гейгер, который в 1908 году изобрёл счётчик заряженных частиц и поныне носящий его имя. Также можно назвать Чарльза Вильсона, изобретшего камеру Вильсона, позволяющую наблюдать траектории заряженных частиц.

## Применение
- Медицина — радиоизотопная диагностика
- Археология — радиоуглеродный анализ
- Геофизика — разведочная геофизика, абсолютная геохронология